# 10 kilomètres en eau libre masculin aux Jeux olympiques d'été de 2020
Navigation
Rio 2016 Paris 2024
L'épreuve masculine du 10 kilomètres aux Jeux olympiques d'été de 2020 se déroule le 5 août dans le parc marin d'Odaiba de Tokyo.

## Records
Avant la compétition, les records étaient les suivants :
| Record du monde  |                   |                  |         |      |                     |
| Record olympique | 1 h 49 min 55 s 1 | Oussama Mellouli | Tunisie | 2012 | Londres, Angleterre |

## Programme
Tous les horaires correspondent à l'UTC+9
| Date                 | Horaire | Manche |
| -------------------- | ------- | ------ |
| Mercredi 5 août 2021 | 06 h 30 | Finale |

## Médaillés
| Or                      | Argent                  | Bronze                     |
| Florian Wellbrock (GER) | Kristóf Rasovszky (HUN) | Gregorio Paltrinieri (ITA) |